# Copa Centroamericana 2014
La Copa Centroamericana 2014 (oficialmente llamada Copa Centroamericana Tigo USA 2014 por motivos de patrocinio) fue la decimotercera edición del torneo internacional de selecciones organizado por la Unión Centroamericana de Fútbol (UNCAF). Estados Unidos fue elegida como sede y por primera vez el torneo se desarrolló fuera de la región centroamericana que conforman los países que pertenecen a la UNCAF, los partidos se desarrollaron en cuatro ciudades estadounidenses del 3 al 13 de septiembre. Desde su primera versión en 1991 la Copa Centroamericana se jugaba cada dos años por lo que esta edición rompió ese ciclo bianual.
Costa Rica y Guatemala, campeón y subcampeón del torneo respectivamente, acompañados de Panamá y El Salvador clasificaron a la Copa de Oro de la Concacaf 2015 al obtener los 4 cupos que el torneo otorgaba a los cuatro primeros lugares. Tiempo después, en marzo de 2015, Honduras (quinto clasificado) jugó contra Guayana Francesa (quinto clasificado de la Copa del Caribe 2014) un play-off que finalmente ganó con un marcador global de 4 a 3 consiguiendo así el último cupo a la Copa Oro.
Costa Rica obtuvo su octavo título al coronarse campeón del torneo derrotando en la final a la selección de Guatemala, de esta manera consiguió su clasificación a la Copa América Centenario de 2016, por lo que podría considerarse a esta edición como una eliminatoria para la Copa América, además fue la única edición que se jugó en fechas oficiales de la FIFA.

## Elección del país anfitrión
La idea de disputar la Copa Centroamericana en los Estados Unidos surgió una vez culminada la decimosegunda edición del torneo realizado en enero del 2013 en Costa Rica cuando algunos dirigentes de la UNCAF sugirieron la opción de llevar el certamen regional a tierras estadounidenses principalmente por la baja afluencia de público y por consiguiente el bajo ingreso económico percibido en ediciones anteriores. Por otro lado la Federación Salvadoreña de Fútbol (FESFUT) presentó una solicitud ante el Comité Ejecutivo de UNCAF para que El Salvador sea sede de algunos eventos regionales aunque un directivo de la federación de este país no aseguró que la solicitud incluiría la organización de la Copa Centroamericana.
Finalmente el 29 de enero de 2014, luego de una reunión del Comité Ejecutivo de la UNCAF, los siete miembros de la organización decidieron por unanimidad que Estados Unidos sea el país anfitrión de la Copa Centroamericana, además se decidió adelantar el torneo para que se realice en septiembre de 2014 y no esperar hasta el año 2015 como estaba estipulado inicialmente. El anuncio se hizo oficial el 20 de mayo mediante un comunicado emitido por la UNCAF y reproducido por la página web de Concacaf.

## Organización

### Sedes
Aunque inicialmente eran tentativas, las cuatro ciudades que albergarán el torneo así como los partidos que se jugarán en estas se fueron confirmando entre los días finales de mayo y los primeros días de junio. La UNCAF determinó que en cada sede se lleve a cabo una jornada de tres partidos repartidos de la siguiente manera:
- En el Robert F. Kennedy Memorial Stadium de Washington D. C. se jugaron los tres partidos de grupo de la jornada 1.[8][9]
- En el Cotton Bowl Stadium de Dallas se jugaron los tres partidos de grupo de la jornada 2.[10][11]
- En el Estadio BBVA Compass de Houston se jugarán los tres partidos de grupo de la jornada 3.[12][13]
- El estadio Los Angeles Memorial Coliseum de Los Ángeles se jugará la jornada final que corresponde a los partidos por el quinto y tercer lugar y la final del torneo.[14][15]

| Los Ángeles                   | Dallas              | Los Ángeles Dallas Houston Washington D. C. | Houston              | Washington D. C.                   |
| ----------------------------- | ------------------- | ------------------------------------------- | -------------------- | ---------------------------------- |
| California                    | Texas               | Los Ángeles Dallas Houston Washington D. C. | Texas                | Washington D. C.                   |
| Los Angeles Memorial Coliseum | Cotton Bowl Stadium | Los Ángeles Dallas Houston Washington D. C. | Estadio BBVA Compass | Robert F. Kennedy Memorial Stadium |
| Capacidad: 93 607             | Capacidad: 68 252   | Los Ángeles Dallas Houston Washington D. C. | Capacidad: 22 000    | Capacidad: 19 467                  |
|                               |                     | Los Ángeles Dallas Houston Washington D. C. |                      |                                    |

### Calendario
El calendario del torneo fue presentado el 17 de julio.
| Fase              | Jornada   | Partidos                                                                      | Fecha            |
| ----------------- | --------- | ----------------------------------------------------------------------------- | ---------------- |
| Fase eliminatoria | Jornada 1 | Costa Rica vs. Nicaragua Honduras vs. Belice El Salvador vs. Guatemala        | 3 de septiembre  |
| Fase eliminatoria | Jornada 2 | Costa Rica vs. Panamá Guatemala vs. Belice Honduras vs. El Salvador           | 7 de septiembre  |
| Fase eliminatoria | Jornada 3 | Panamá vs. Nicaragua El Salvador vs. Belice Honduras vs. Guatemala            | 10 de septiembre |
| Fase final        | Jornada 4 | 3° Grupo A vs. 3° Grupo B 2° Grupo A vs. 2° Grupo B 1° Grupo A vs. 1° Grupo B | 13 de septiembre |

### Formato de competición
El torneo se desarrolla dividido en dos fases: Fase de grupos y Fase final.
En la fase de grupos los siete equipos se distribuyen en dos grupos, el grupo A compuesto de 4 selecciones y el grupo B compuesto de 3 selecciones. Se juega con un formato de liga y cada equipo se enfrenta a todos sus rivales de grupo a un solo partido, si dos o más equipos terminan empatados en puntos al final de la fase de grupos se aplicarán los siguientes criterios de desempate:
- Mayor cantidad de puntos obtenidos en los partidos jugados entre los equipos en cuestión.
- Mayor diferencia de gol en los partidos jugados entre los equipos en cuestión, si más de dos equipos terminan igualados en puntos.
- Mayor número de goles marcados en todos los partidos de grupo jugados entre los equipos en cuestión, si más de dos equipos terminan igualados en puntos.
- Mayor diferencia de gol en todos los partidos de grupo.
- Mayor cantidad de goles anotados en todos los partidos de grupo.

Si la igualdad persiste luego de aplicar los criterios anteriores el desempate se determinará mediante un sorteo que realizará una persona designada por la Secretaría General de la UNCAF en presencia de un representante de cada uno de los equipos implicados.
En la fase final se juegan tres partidos y participan todas las selecciones con excepción del último clasificado del grupo A que termina su participación en el último lugar de la clasificación general, el resto de selecciones jugarán para definir las posiciones finales. El tercer lugar del grupo A jugará contra el tercero del grupo B para definir el quinto y sexto puesto del torneo; el segundo lugar del grupo A jugará contra el segundo del grupo B para definir el tercer y cuarto puesto, finalmente el primero del grupo A y el primero del grupo B jugarán la final para determinar al campeón del torneo. 
Si algún partido de la fase final termina empatado luego de los 90 minutos de tiempo de juego reglamentario se definirá al ganador directamente con Tiros desde el punto penal, no se jugará tiempo extra.
Los cuatro primeros lugares de la clasificación general clasifican a la Copa Oro 2015, además el campeón clasifica a la Copa América Centenario de 2016

### Árbitros
Los siguientes fueron los árbitros y árbitros asistentes elegidos para dirigir en el torneo.
| Árbitros | Árbitros asistentes |
| --- | --- |
| Héctor Rodríguez Roberto Moreno Jeffrey Solís Joel Aguilar Sandy Vásquez Walter López Jair Marrufo Roberto García | Oscar Omar Velásquez Daniel Williamson Leonel Leal Octavio Jara Juan Zumba Gerson López Castellanos Adam Garner Keytzel Corrales |

## Equipos participantes
| Equipos participantes | Equipos participantes | Equipos participantes | Equipos participantes |
| --------------------- | --------------------- | --------------------- | --------------------- |
| Belice                | Costa Rica            | El Salvador           | Guatemala             |
| Honduras              | Nicaragua             | Panamá                |                       |

### Sorteo
El 29 de enero de 2014, durante una reunión del Comité Ejecutivo de la UNCAF realizada en la ciudad de San Luis Talpa, se llevó a cabo el sorteo que determinó la conformación de los grupos para el torneo los cuales reunían a Belice, El Salvador, Guatemala y Honduras en el grupo A y a Costa Rica, Nicaragua y Panamá en el grupo B.

## Fase de grupos
- Las horas indicadas corresponden al huso horario local de cada ciudad sede: Hora de verano del Tiempo del este-EDT (UTC-4) en Washington D. C. y hora de verano del Tiempo del centro-CDT (UTC-5) en Dallas y Houston.

### Grupo A
| Pos. | Equipo      | Pts. | PJ | G | E | P | GF | GC | Dif. | Clasificación           |
| ---- | ----------- | ---- | -- | - | - | - | -- | -- | ---- | ----------------------- |
| 1    | Guatemala   | 9    | 3  | 3 | 0 | 0 | 6  | 2  | +4   | Final y Copa Oro        |
| 2    | El Salvador | 6    | 3  | 2 | 0 | 1 | 4  | 2  | +2   | Tercer Lugar y Copa Oro |
| 3    | Honduras    | 3    | 3  | 1 | 0 | 2 | 2  | 3  | −1   | Partido del 5º Lugar    |
| 4    | Belice (E)  | 0    | 3  | 0 | 0 | 3 | 1  | 6  | −5   |                         |

 Fuente: CONCACAF
Criterios de clasificación: Desempate
| 3 de septiembre de 2014, 19:30 | Honduras                            | 2:0 (2:0) | Belice | Robert F. Kennedy Memorial Stadium, Washington D. C.      |                                                           |
|                                | James 35' (a.g.) · Smith 37' (a.g.) | Reporte   |        | Asistencia: 20 516 espectadores Árbitro(s): Sandi Vásquez | Asistencia: 20 516 espectadores Árbitro(s): Sandi Vásquez |

| 3 de septiembre de 2014, 21:30 | El Salvador | 1:2 (0:1) | Guatemala     | Robert F. Kennedy Memorial Stadium, Washington D. C.     |                                                          |
|                                | Burgos 69'  | Reporte   | Pappa 26' 64' | Asistencia: 20 516 espectadores Árbitro(s): Jair Marrufo | Asistencia: 20 516 espectadores Árbitro(s): Jair Marrufo |

| 7 de septiembre de 2014, 18:00 | Guatemala            | 2:1 (1:0) | Belice       | Cotton Bowl Stadium, Dallas                                |                                                            |
|                                | Ruiz 26' · Ávila 51' | Reporte   | McCaulay 80' | Asistencia: 20 156 espectadores Árbitro(s): Roberto Moreno | Asistencia: 20 156 espectadores Árbitro(s): Roberto Moreno |

| 7 de septiembre de 2014, 20:00 | Honduras | 0:1 (0:0) | El Salvador  | Cotton Bowl Stadium, Dallas                                        |                                                                    |
|                                |          | Reporte   | Menjívar 67' | Asistencia: 20 156 espectadores Árbitro(s): Jeffrey Solís Calderón | Asistencia: 20 156 espectadores Árbitro(s): Jeffrey Solís Calderón |

| 10 de septiembre de 2014, 19:00 | El Salvador              | 2:0 (0:0) | Belice | Estadio BBVA Compass, Houston                             |                                                           |
|                                 | Burgos 48' · Álvarez 69' | Reporte   |        | Asistencia: 19 287 espectadores Árbitro(s): Sandy Vásquez | Asistencia: 19 287 espectadores Árbitro(s): Sandy Vásquez |

| 10 de septiembre de 2014, 21:00 | Honduras | 0:2 (0:1) | Guatemala     | Estadio BBVA Compass, Houston                              |                                                            |
|                                 |          | Reporte   | Pappa 39' 80' | Asistencia: 19 287 espectadores Árbitro(s): Roberto García | Asistencia: 19 287 espectadores Árbitro(s): Roberto García |

### Grupo B
| Pos. | Equipo     | Pts. | PJ | G | E | P | GF | GC | Dif. | Clasificación           |
| ---- | ---------- | ---- | -- | - | - | - | -- | -- | ---- | ----------------------- |
| 1    | Costa Rica | 4    | 2  | 1 | 1 | 0 | 5  | 2  | +3   | Final y Copa Oro        |
| 2    | Panamá     | 4    | 2  | 1 | 1 | 0 | 4  | 2  | +2   | Tercer Lugar y Copa Oro |
| 3    | Nicaragua  | 0    | 2  | 0 | 0 | 2 | 0  | 5  | −5   | Partido del 5º Lugar    |

 Fuente: CONCACAF
Criterios de clasificación: Desempate
| 3 de septiembre de 2014, 17:30 | Costa Rica                                  | 3:0 (1:0) | Nicaragua | Robert F. Kennedy Memorial Stadium, Washington D. C.         |                                                              |
|                                | Borges 39' (pen.) · Ureña 49' · Venegas 86' | Reporte   |           | Asistencia: 20 516 espectadores Árbitro(s): Héctor Rodríguez | Asistencia: 20 516 espectadores Árbitro(s): Héctor Rodríguez |

| 7 de septiembre de 2014, 16:00 | Costa Rica                      | 2:2 (0:0) | Panamá                | Cotton Bowl Stadium, Dallas                              |                                                          |
|                                | Venegas 81' · Borges 87' (pen.) | Reporte   | Pérez 51' · Nurse 71' | Asistencia: 20 156 espectadores Árbitro(s): Joel Aguilar | Asistencia: 20 156 espectadores Árbitro(s): Joel Aguilar |

| 10 de septiembre de 2014, 17:00 | Panamá                 | 2:0 (0:0) | Nicaragua | Estadio BBVA Compass, Houston                            |                                                          |
|                                 | Pérez 81' · Torres 82' | Reporte   |           | Asistencia: 19 287 espectadores Árbitro(s): Walter López | Asistencia: 19 287 espectadores Árbitro(s): Walter López |

## Fase final
- Las horas indicadas corresponden al huso horario local de Los Ángeles: Hora de verano del Tiempo del Pacífico-PDT (UTC-7).

### Quinto lugar
| 13 de septiembre de 2014, 15:00 | Honduras      | 1:0 (1:0) | Nicaragua | Los Angeles Memorial Coliseum, Los Ángeles               |                                                          |
|                                 | Lozano 45'+1' | Reporte   |           | Asistencia: 41 969 espectadores Árbitro(s): Joel Aguilar | Asistencia: 41 969 espectadores Árbitro(s): Joel Aguilar |

### Tercer lugar
| 13 de septiembre de 2014, 18:00 | El Salvador | 0:1 (0:1) | Panamá    | Los Angeles Memorial Coliseum, Los Ángeles               |                                                          |
|                                 |             | Reporte   | Torres 5' | Asistencia: 41 969 espectadores Árbitro(s): Jair Marrufo | Asistencia: 41 969 espectadores Árbitro(s): Jair Marrufo |

### Final
| 13 de septiembre de 2014, 21:00 | Guatemala          | 1:2 (1:1) | Costa Rica            | Los Angeles Memorial Coliseum, Los Ángeles                 |                                                            |
|                                 | C. Ruiz 25' (pen.) | Reporte   | Ruiz 29' · Bustos 56' | Asistencia: 41 969 espectadores Árbitro(s): Roberto Moreno | Asistencia: 41 969 espectadores Árbitro(s): Roberto Moreno |

| 1     | POR   | Ricardo Jerez           |       |
| 3     | DEF   | Elías Vásquez           |       |
| 11    | DEF   | Rafael Morales          | 67'   |
| 4     | DEF   | Wilson Lalín            |       |
| 5     | DEF   | Carlos Eduardo Gallardo | 90+1' |
| 8     | MED   | Jean Márquez            |       |
| 15    | MED   | Sergio Trujillo         | 85'   |
| 10    | MED   | José Manuel Contreras   |       |
| 16    | MED   | Marco Pappa             |       |
| 19    | DEL   | Marvin Ávila            |       |
| 20    | DEL   | Carlos Ruiz             |       |
| D. T. | D. T. | Ivan Sopegno            |       |

| 18    | POR   | Patrick Pemberton    |       |
| 26    | DEF   | Pablo Salazar        |       |
| 2     | DEF   | Johnny Acosta        |       |
| 19    | DEF   | Roy Miller           |       |
| 17    | DEF   | Dave Myrie           |       |
| 22    | MED   | José Miguel Cubero   |       |
| 23    | MED   | Juan Bustos Golobio  | 81'   |
| 24    | MED   | Johan Venegas        | 85'   |
| 21    | DEL   | David Ramírez        | 90+1' |
| 15    | DEL   | Armando Alonso       |       |
| 10    | DEL   | Bryan Ruiz           |       |
| D. T. | D. T. | Paulo César Wanchope |       |

| 9  | Delantero | Jairo Arreola    | 67'   |
| 17 | Defensa   | Nelson Miranda   | 85'   |
| 14 | Delantero | Kendell Herrarte | 90+1' |

| 3 | Defensa   | Porfirio López         | 81'   |
| 8 | Defensa   | Óscar Esteban Granados | 85'   |
| 9 | Delantero | Jonathan Moya          | 90+1' |

| 25' | Carlos Ruiz |  |

| 27' · 56' | Bryan Ruiz Juan Bustos Golobio |  |

| 76' · 79' · 90+5' | Dave Myrie Patrick Pemberton Johnny Acosta |

| Principal  | Roberto Moreno    |
| Asistentes | Daniel Williamson |
|            | Keytzel Corrales  |
| Cuarto     | Roberto García    |

| 1     | POR   | Ricardo Jerez           |       |
| 3     | DEF   | Elías Vásquez           |       |
| 11    | DEF   | Rafael Morales          | 67'   |
| 4     | DEF   | Wilson Lalín            |       |
| 5     | DEF   | Carlos Eduardo Gallardo | 90+1' |
| 8     | MED   | Jean Márquez            |       |
| 15    | MED   | Sergio Trujillo         | 85'   |
| 10    | MED   | José Manuel Contreras   |       |
| 16    | MED   | Marco Pappa             |       |
| 19    | DEL   | Marvin Ávila            |       |
| 20    | DEL   | Carlos Ruiz             |       |
| D. T. | D. T. | Ivan Sopegno            |       |

| 18    | POR   | Patrick Pemberton    |       |
| 26    | DEF   | Pablo Salazar        |       |
| 2     | DEF   | Johnny Acosta        |       |
| 19    | DEF   | Roy Miller           |       |
| 17    | DEF   | Dave Myrie           |       |
| 22    | MED   | José Miguel Cubero   |       |
| 23    | MED   | Juan Bustos Golobio  | 81'   |
| 24    | MED   | Johan Venegas        | 85'   |
| 21    | DEL   | David Ramírez        | 90+1' |
| 15    | DEL   | Armando Alonso       |       |
| 10    | DEL   | Bryan Ruiz           |       |
| D. T. | D. T. | Paulo César Wanchope |       |

| 9  | Delantero | Jairo Arreola    | 67'   |
| 17 | Defensa   | Nelson Miranda   | 85'   |
| 14 | Delantero | Kendell Herrarte | 90+1' |

| 3 | Defensa   | Porfirio López         | 81'   |
| 8 | Defensa   | Óscar Esteban Granados | 85'   |
| 9 | Delantero | Jonathan Moya          | 90+1' |

| 25' | Carlos Ruiz |  |

| 27' · 56' | Bryan Ruiz Juan Bustos Golobio |  |

| 76' · 79' · 90+5' | Dave Myrie Patrick Pemberton Johnny Acosta |

| Principal  | Roberto Moreno    |
| Asistentes | Daniel Williamson |
|            | Keytzel Corrales  |
| Cuarto     | Roberto García    |

| 1     | POR   | Ricardo Jerez           |       |
| 3     | DEF   | Elías Vásquez           |       |
| 11    | DEF   | Rafael Morales          | 67'   |
| 4     | DEF   | Wilson Lalín            |       |
| 5     | DEF   | Carlos Eduardo Gallardo | 90+1' |
| 8     | MED   | Jean Márquez            |       |
| 15    | MED   | Sergio Trujillo         | 85'   |
| 10    | MED   | José Manuel Contreras   |       |
| 16    | MED   | Marco Pappa             |       |
| 19    | DEL   | Marvin Ávila            |       |
| 20    | DEL   | Carlos Ruiz             |       |
| D. T. | D. T. | Ivan Sopegno            |       |

| 18    | POR   | Patrick Pemberton    |       |
| 26    | DEF   | Pablo Salazar        |       |
| 2     | DEF   | Johnny Acosta        |       |
| 19    | DEF   | Roy Miller           |       |
| 17    | DEF   | Dave Myrie           |       |
| 22    | MED   | José Miguel Cubero   |       |
| 23    | MED   | Juan Bustos Golobio  | 81'   |
| 24    | MED   | Johan Venegas        | 85'   |
| 21    | DEL   | David Ramírez        | 90+1' |
| 15    | DEL   | Armando Alonso       |       |
| 10    | DEL   | Bryan Ruiz           |       |
| D. T. | D. T. | Paulo César Wanchope |       |

| 9  | Delantero | Jairo Arreola    | 67'   |
| 17 | Defensa   | Nelson Miranda   | 85'   |
| 14 | Delantero | Kendell Herrarte | 90+1' |

| 3 | Defensa   | Porfirio López         | 81'   |
| 8 | Defensa   | Óscar Esteban Granados | 85'   |
| 9 | Delantero | Jonathan Moya          | 90+1' |

| 25' | Carlos Ruiz |  |

| 27' · 56' | Bryan Ruiz Juan Bustos Golobio |  |

| 76' · 79' · 90+5' | Dave Myrie Patrick Pemberton Johnny Acosta |

| Principal  | Roberto Moreno    |
| Asistentes | Daniel Williamson |
|            | Keytzel Corrales  |
| Cuarto     | Roberto García    |

| 1     | POR   | Ricardo Jerez           |       |
| 3     | DEF   | Elías Vásquez           |       |
| 11    | DEF   | Rafael Morales          | 67'   |
| 4     | DEF   | Wilson Lalín            |       |
| 5     | DEF   | Carlos Eduardo Gallardo | 90+1' |
| 8     | MED   | Jean Márquez            |       |
| 15    | MED   | Sergio Trujillo         | 85'   |
| 10    | MED   | José Manuel Contreras   |       |
| 16    | MED   | Marco Pappa             |       |
| 19    | DEL   | Marvin Ávila            |       |
| 20    | DEL   | Carlos Ruiz             |       |
| D. T. | D. T. | Ivan Sopegno            |       |

| 18    | POR   | Patrick Pemberton    |       |
| 26    | DEF   | Pablo Salazar        |       |
| 2     | DEF   | Johnny Acosta        |       |
| 19    | DEF   | Roy Miller           |       |
| 17    | DEF   | Dave Myrie           |       |
| 22    | MED   | José Miguel Cubero   |       |
| 23    | MED   | Juan Bustos Golobio  | 81'   |
| 24    | MED   | Johan Venegas        | 85'   |
| 21    | DEL   | David Ramírez        | 90+1' |
| 15    | DEL   | Armando Alonso       |       |
| 10    | DEL   | Bryan Ruiz           |       |
| D. T. | D. T. | Paulo César Wanchope |       |

| 9  | Delantero | Jairo Arreola    | 67'   |
| 17 | Defensa   | Nelson Miranda   | 85'   |
| 14 | Delantero | Kendell Herrarte | 90+1' |

| 3 | Defensa   | Porfirio López         | 81'   |
| 8 | Defensa   | Óscar Esteban Granados | 85'   |
| 9 | Delantero | Jonathan Moya          | 90+1' |

| 25' | Carlos Ruiz |  |

| 27' · 56' | Bryan Ruiz Juan Bustos Golobio |  |

| 76' · 79' · 90+5' | Dave Myrie Patrick Pemberton Johnny Acosta |

| Principal  | Roberto Moreno    |
| Asistentes | Daniel Williamson |
|            | Keytzel Corrales  |
| Cuarto     | Roberto García    |

## Campeón
| Campeón Costa Rica |
| Octavo título      |

## Estadísticas

### Goleadores
| Jugador             | Selección   | Goles | PJ |
| ------------------- | ----------- | ----- | -- |
| Marco Pappa         | Guatemala   | 4     | 4  |
| Celso Borges        | Costa Rica  | 2     | 2  |
| Blas Pérez          | Panamá      | 2     | 2  |
| Román Torres        | Panamá      | 2     | 3  |
| Johan Venegas       | Costa Rica  | 2     | 3  |
| Rafael Burgos       | El Salvador | 2     | 4  |
| Carlos Ruiz         | Guatemala   | 2     | 4  |
| Bryan Ruiz          | Costa Rica  | 1     | 1  |
| Marcos Ureña        | Costa Rica  | 1     | 2  |
| Juan Bustos Golobio | Costa Rica  | 1     | 3  |
| Deon McCaulay       | Belice      | 1     | 3  |
| Roberto Nurse       | Panamá      | 1     | 3  |
| Arturo Álvarez      | El Salvador | 1     | 4  |
| Marvin Ávila        | Guatemala   | 1     | 4  |
| Anthony Lozano      | Honduras    | 1     | 4  |
| Richard Menjívar    | El Salvador | 1     | 4  |

| Jugador      | Selección | Autogoles                   |
| ------------ | --------- | --------------------------- |
| Jerome James | Belice    | 1 (Jugando contra Honduras) |
| Elroy Smith  | Belice    | 1 (Jugando contra Honduras) |

### Clasificación general
| Pos | Equipo      | Grupo | Pts | PJ | PG | PE | PP | GF | GC | Dif | Rend  |
| --- | ----------- | ----- | --- | -- | -- | -- | -- | -- | -- | --- | ----- |
| 1   | Costa Rica  | B     | 7   | 3  | 2  | 1  | 0  | 7  | 3  | +4  | 77.8% |
| 2   | Guatemala   | A     | 9   | 4  | 3  | 0  | 1  | 7  | 4  | +3  | 75%   |
| 3   | Panamá      | B     | 7   | 3  | 2  | 1  | 0  | 5  | 2  | +3  | 67%   |
| 4   | El Salvador | A     | 6   | 4  | 2  | 0  | 2  | 4  | 3  | +1  | 50%   |
| 5   | Honduras    | A     | 6   | 4  | 2  | 0  | 2  | 3  | 3  | 0   | 50%   |
| 6   | Nicaragua   | B     | 0   | 3  | 0  | 0  | 3  | 0  | 6  | -6  | 0%    |
| 7   | Belice      | A     | 0   | 3  | 0  | 0  | 3  | 1  | 6  | -5  | 0%    |

## Premios y reconocimientos
El Grupo de Estudio Técnico de la Copa Centroamericana entregó los diferentes premios al término de la final del torneo.
| Premio                    | Descripción                                         | Ganador      |
| ------------------------- | --------------------------------------------------- | ------------ |
| Balón de oro              | Premio al mejor jugador del torneo                  | Marco Pappa  |
| Bota de oro               | Premio al goleador del torneo                       | Marco Pappa  |
| Guante de oro             | Premio al portero menos batido del torneo           | Jaime Penedo |
| Fair Play                 | Premio al equipo que practicó mejor el juego limpio | Guatemala    |
| Jugador del partido-Final | Premio al mejor jugador de la final                 | Bryan Ruiz   |

### Equipo Estelar
El Grupo de Estudio Técnico de la Copa Centroamericana 2014, anunció el Once ideal del Torneo.
| Porteros     | Defensores                                              | Mediocampistas                         | Delanteros                               |
| ------------ | ------------------------------------------------------- | -------------------------------------- | ---------------------------------------- |
| Jaime Penedo | Elías Vásquez Óscar Duarte Román Torres Alexander Larín | Celso Borges Darwin Cerén Marvin Ávila | Marco Pappa José Contreras Rafael Burgos |

## Clasificados a la Copa de Oro de la Concacaf 2015
| Bandera de Costa Rica | Bandera de El Salvador | Bandera de Guatemala | Bandera de Panamá | Bandera de Honduras |
| Costa Rica            | El Salvador            | Guatemala            | Panamá            | Honduras            |

## Clasificado a la Copa América Centenario Estados Unidos 2016
La selección que finalizó como campeona del torneo obtiene un boleto para asistir a la Copa América Centenario.
| Bandera de Costa Rica                              |
| Costa Rica Campeón de la Copa Centroamericana 2014 |

## Repechaje de clasificación a la Copa Oro 2015
El repechaje enfrentó a Honduras, quinto posicionado en esta edición de la Copa Centroamericana, contra Guayana Francesa, que culminó en quinto lugar en la Copa del Caribe de 2014. La Concacaf anunció en diciembre de 2014 que los partidos se jugarían el 25 y el 29 de marzo de 2015 con Guayana Francesa jugando de local el primer partido y Honduras haciendo lo propio en el segundo. El equipo que resultó ganador obtuvo el último cupo para la Copa de Oro de la Concacaf 2015.
| 25 de marzo de 2015, 19:00 UTC-3 | Guayana Francesa            | 3:1 (2:1) | Honduras     | Stade Municipal Dr. Edmard Lama, Remire-Montjoly |                         |
|                                  | Torvic 25' · Privat 27' 62' |           | Bengtson 17' | Árbitro(s): César Ramos                          | Árbitro(s): César Ramos |

| 29 de marzo de 2015, 16:00 UTC-6 | Honduras                   | 3:0 (3:0) | Guayana Francesa | Estadio Olímpico Metropolitano, San Pedro Sula |                         |
|                                  | Najar 30' 32' · Lozano 44' |           |                  | Árbitro(s): Mark Geiger                        | Árbitro(s): Mark Geiger |

Luego de perder por 3 a 1 en el partido de ida y remontar con un tres a cero actuando de local, Honduras logró el último cupo a la Copa de Oro 2015 al imponerse a Guayana Francesa con un marcador global de 4 - 3.